# Margherita di Brieg
Margherita di Brieg (1342/3 – L'Aia, 26 febbraio 1386) duchessa consorte di Baviera, dal 1353, e contessa consorte del reggente delle contee d'Olanda, Zelanda e Hainaut, dal 1357 alla sua morte

## Origine
Margherita secondo lo Scriptores rerum silesiacarum: oder, Sammlung schlesischer ..., Volume 1 era figlia del duca di Breslavia, Liegnitz and Brieg, Ludovico I il Giusto e di sua moglie Agnese di Sagan, come conferma ancora lo Scriptores rerum silesiacarum: oder, Sammlung schlesischer ..., Volume 1, che era figlia del duca di Żagań e parte della grande Polonia, Enrico IV il Fedele e di Matilde di Brandeburgo-Salzwedel; la paternità di Margherita ci viene confermata anche dal Benessii de Weitmil Chronicon Ecclesiæ Pragensis, Liber IV, Scriptores Rerum Bohemicarum, Tomus II, che lo definisce duca di Slesia e signore di Legnica.
Ludovico I il Giusto era il secondo figlio di Boleslao III il Prodigo, duca di Legnica-Brzeg per parte della moglie, principessa Margherita (Markéta) di Boemia, figlia di Venceslao II di Boemia.
Era la maggiore di sei fratelli, e fu sorella di Enrico VIII il Coraggioso e di Hedwig che sposò Giovanni II di Oświęcim.
La nonna Margherita era la più giovane delle figlie sopravvissute di Venceslao II di Boemia e Guta d'Asburgo. Guta, a sua volta, era la figlia più giovane di Rodolfo I d'Asburgo e Geltrude di Hohenburg..

## Biografia
Margherita, ancora molto giovane, nel luglio del 1353, fu data in sposa al duca di Baviera Alberto I, il figlio maschio terzogenito della Contessa di Hainaut e Contessa d'Olanda e di Zelanda, Margherita e del marito, il duca di Baviera, re di Germania e imperatore, Ludovico IV di Wittelsbach, detto il Bavaro: infatti secondo il continuatie III della Chronologia Johannes de Beke era fratello del conte, Guglielmo V, che, secondo il capitolo n° 81a della Chronologia Johannes de Beke Guglielmo era figlio della Contessa di Hainaut e Contessa d'Olanda e di Zelanda, Margherita e del marito, il duca di Baviera, re di Germania e imperatore, Ludovico IV di Wittelsbach, detto il Bavaro, figlio, secondo la Notæ Fuerstenfeldenses de Ducibus Bavariæ, del duca dell'Alta Baviera Ludovico II (il Severo) e di Matilde d'Asburgo.
Nel 1357, suo cognato, il duca di Baviera, conte d'Olanda e Zelanda e conte d'Hainaut, Guglielmo, iniziò a mostrare i primi segni di squilibrio mentale, per tale ragione, suo marito, Alberto, allora ventiduenne, assunse la reggenza (reggente, o ruwaard in olandese) dell'Olanda e dell'Hainaut, come ci viene confermato dal continuatie III della Chronologia Johannes de Beke.
Durante la reggenza Alberto e Margherita maritarono tutte le loro figlie con nobili e principi dell'Impero, tra cui, Margherita andò in sposa a Giovanni di Borgogna, erede del ducato di Borgogna (il loro figlio Filippo III di Borgogna ereditò infine alcuni dei territori di Alberto I), mentre il figlio, Guglielmo sposava la sorella di Giovanni, Margherita e Giovanna, come ci viene confermato dal Benessii de Weitmil Chronicon Ecclesiæ Pragensis, Liber IV, Scriptores Rerum Bohemicarum, Tomus II, il 17 novembre 1370, sposò Venceslao, re dei Romani, figlio dell'imperatore Carlo IV e della sua terza moglie, Anna di Schweidnitz, come ci conferma il Benessii de Weitmil Chronicon Ecclesiæ Pragensis, Liber IV, Scriptores Rerum Bohemicarum, Tomus II; anche il continuatie IV della Chronologia Johannes de Beke, conferma il matrimonio.
Alberto ebbe sempre diverse amanti, tanto che ebbe otto figli illegittimi; inoltre durante il suo regno vi furono dei problemi a causa di una donna della ricca borghesia, Aleid van Poelgeest, che non era molto amata per il suo modo di guadagnare influenza politica con il suo comportamento.
Margherita morì all'età di circa 44 anni; secondo la Chronologia Johannes de Beke, morì, nel 1386 e fu sepolta a L'Aia.
Dopo essere rimasto vedovo, il rapporto di Alberto con Aleid van Poelgeest divenne pubblico e la nobiltà ed alcuni membri della famiglia di Alberto ordirono pertanto un complotto e nel settembre 1393 Aleid venne uccisa a L'Aia. Per questo motivo Alberto perseguitò a lungo il partito dei nobili, distruggendo la maggior parte delle loro roccaforti. A seguito di questo avvenimento vi fu una contesa col figlio maschio primogenito, Guglielmo, che li portò ad uno scontro, che ben presto ebbe termine.
Alberto, nel 1394, si sposò in seconde nozze con un'altra donna dal nome di Margherita, dei duchi di Kleve, da cui non ebbe alcun figlio. Alberto legittimò soltanto i figli avuti da Margherita di Brieg.

## Figli
Margherita ad Alberto diede sette figli:
- Caterina[9] (1360-1400 Hattem), sposò a Geertruidenberg nel 1379 Guglielmo di Jülich-Geldern[9];
- Giovanna[9] (1362-1386), sposò Venceslao di Lussemburgo[9];
- Margherita[9] (1363 - 23 gennaio 1423, Digione),  sposò a Cambrai nel 1385 Giovanni di Borgogna[9];
- Guglielmo[9] (1365-1417); fu in lotta contro il padre fino al 1394[16], gli succedette nel 1404
- Alberto[9] (1369 - 21 gennaio 1397, Kelheim); in alleanza con il padre, amministrò congiuntamente con lui i possedimenti di famiglia, ma gli premorì
- Giovanni[9] (1374-1425); inizialmente fu Vescovo di Liegi[18], successe al fratello Guglielmo II nel 1417 in concorrenza con la nipote, Giacomina di Hainaut
- Giovanna Sofia[9] (ca. 1375 - 15 novembre 1410, Vienna), sposò il 15 giugno 1395 Alberto IV d'Asburgo[19].

## Ascendenza
|                                  |                                                   |                                                 | Genitori                                      |  |  | Nonni |  |  | Bisnonni                              |  |  | Trisnonni                    |  |
|                                  |                                                   |                                                 |                                               |  |  |       |  |  | Enrico V, duca di Legnica e Breslavia |  |  | Boleslao II, duca di Legnica |  |
|                                  |                                                   |                                                 |                                               |  |  |       |  |  | Enrico V, duca di Legnica e Breslavia |  |  | Boleslao II, duca di Legnica |  |
|                                  |                                                   | Edvige di Anhalt                                |                                               |  |  |       |  |  | Enrico V, duca di Legnica e Breslavia |  |  |                              |  |
| Boleslao III, duca di Legnica    |                                                   |                                                 |                                               |  |  |       |  |  | Enrico V, duca di Legnica e Breslavia |  |  |                              |  |
|                                  |                                                   | Elisabetta di Kalisz                            | Boleslao, duca della Grande Polonia           |  |  |       |  |  |                                       |  |  |                              |  |
|                                  |                                                   | Elisabetta di Kalisz                            | Boleslao, duca della Grande Polonia           |  |  |       |  |  |                                       |  |  |                              |  |
|                                  |                                                   | Elisabetta di Kalisz                            | Iolanda d'Ungheria                            |  |  |       |  |  |                                       |  |  |                              |  |
| Ludovico I, duca di Brieg        |                                                   | Elisabetta di Kalisz                            |                                               |  |  |       |  |  |                                       |  |  |                              |  |
|                                  |                                                   | Venceslao II, re di Boemia                      | Ottocaro II, re di Boemia                     |  |  |       |  |  |                                       |  |  |                              |  |
|                                  |                                                   | Venceslao II, re di Boemia                      | Ottocaro II, re di Boemia                     |  |  |       |  |  |                                       |  |  |                              |  |
|                                  |                                                   | Venceslao II, re di Boemia                      | Cunegonda di Slavonia                         |  |  |       |  |  |                                       |  |  |                              |  |
| Margherita di Boemia             |                                                   | Venceslao II, re di Boemia                      |                                               |  |  |       |  |  |                                       |  |  |                              |  |
|                                  |                                                   | Guta d'Asburgo                                  | Rodolfo I d'Asburgo, re dei Romani            |  |  |       |  |  |                                       |  |  |                              |  |
|                                  |                                                   | Guta d'Asburgo                                  | Rodolfo I d'Asburgo, re dei Romani            |  |  |       |  |  |                                       |  |  |                              |  |
|                                  |                                                   | Guta d'Asburgo                                  | Gertrude di Hohenberg                         |  |  |       |  |  |                                       |  |  |                              |  |
| Margherita di Brieg              |                                                   | Guta d'Asburgo                                  |                                               |  |  |       |  |  |                                       |  |  |                              |  |
|                                  | Enrico III, duca di Głogów e della Grande Polonia | Corrado I, duca di Głogów                       |                                               |  |  |       |  |  |                                       |  |  |                              |  |
|                                  | Enrico III, duca di Głogów e della Grande Polonia | Corrado I, duca di Głogów                       |                                               |  |  |       |  |  |                                       |  |  |                              |  |
|                                  | Enrico III, duca di Głogów e della Grande Polonia | Salomea della Grande Polonia                    |                                               |  |  |       |  |  |                                       |  |  |                              |  |
| Enrico IV, duca di Żagań         | Enrico III, duca di Głogów e della Grande Polonia |                                                 |                                               |  |  |       |  |  |                                       |  |  |                              |  |
|                                  |                                                   | Matilda di Brunswick-Lüneburg                   | Alberto I, duca di Brunswick-Lüneburg         |  |  |       |  |  |                                       |  |  |                              |  |
|                                  |                                                   | Matilda di Brunswick-Lüneburg                   | Alberto I, duca di Brunswick-Lüneburg         |  |  |       |  |  |                                       |  |  |                              |  |
|                                  |                                                   | Matilda di Brunswick-Lüneburg                   | Alessia del Monferrato                        |  |  |       |  |  |                                       |  |  |                              |  |
| Agnese di Żagań                  |                                                   | Matilda di Brunswick-Lüneburg                   |                                               |  |  |       |  |  |                                       |  |  |                              |  |
|                                  |                                                   | Ermanno III, margravio di Brandeburgo-Salzwedel | Ottone V, margravio di Brandenburgo-Salzwedel |  |  |       |  |  |                                       |  |  |                              |  |
|                                  |                                                   | Ermanno III, margravio di Brandeburgo-Salzwedel | Ottone V, margravio di Brandenburgo-Salzwedel |  |  |       |  |  |                                       |  |  |                              |  |
|                                  |                                                   | Ermanno III, margravio di Brandeburgo-Salzwedel | Giuditta di Henneberg                         |  |  |       |  |  |                                       |  |  |                              |  |
| Matilda di Brandeburgo-Salzwedel |                                                   | Ermanno III, margravio di Brandeburgo-Salzwedel |                                               |  |  |       |  |  |                                       |  |  |                              |  |
|                                  |                                                   | Anna d'Asburgo                                  | Alberto I d'Asburgo, re dei Romani            |  |  |       |  |  |                                       |  |  |                              |  |
|                                  |                                                   | Anna d'Asburgo                                  | Alberto I d'Asburgo, re dei Romani            |  |  |       |  |  |                                       |  |  |                              |  |
|                                  |                                                   | Anna d'Asburgo                                  | Elisabetta di Tirolo-Gorizia                  |  |  |       |  |  |                                       |  |  |                              |  |
|                                  |                                                   | Anna d'Asburgo                                  |                                               |  |  |       |  |  |                                       |  |  |                              |  |

### Fonti primarie
- (LA)  Monumenta Germaniae Historica, Scriptores, tomus XXIV.
- (LA)  Chronologia Johannes de Bek.
- (LA)  Scriptores rerum silesiacarum: oder, Sammlung schlesischer ..., Volume 1
- (LA)  Chronicon Bohemicum Anonymi, Scriptores Rerum Bohemicarum, Tomus II

### Letteratura storiografica
- W.T. Waugh, "Germania: Carlo IV", cap. X, vol. VI (Declino dell'impero e del papato e sviluppo degli stati nazionali) della Storia del Mondo Medievale, 1999, pp. 401–422.
- Henry Pirenne, "I Paesi Bassi", cap. XII, vol. VII (L'autunno del Medioevo e la nascita del mondo moderno) della Storia del Mondo Medievale, 1999, pp. 411–444.